# Neds ultimativer Schulwahnsinn
Neds ultimativer Schulwahnsinn ist eine US-amerikanische Comedyserie. Sie wurde ab März 2006 in Deutschland auf Nickelodeon (von 2005 bis 2010 NICK) ausgestrahlt. 2007 gewann die Serie bei den ersten deutschen Kids’ Choice Awards den Blimp in der Kategorie Lieblingsserie.

## Handlung
Ned Bigby, ein zu Anfang der Serie 13-jähriger Schüler einer amerikanischen Middle School, muss gemeinsam mit seinen besten Freunden Cookie (Simon Nelson Cook) und Moze (Jennifer-Ann Mosely) die Schwierigkeiten des Erwachsenwerdens und des Schulalltags meistern. Um diesen unbeschadet zu überstehen, hat Ned verschiedene lustige, nützliche sowie ganz gewöhnliche Tipps und Tricks, die er und seine Freunde anwenden. Jedoch geht dabei oft einiges schief. Die Serie zeichnet sich vor allem durch einen Humor aus, der sehr viele Running Gags („Lehrergenehmigungen“), popkulturelle Anspielungen und Parodien auf die „Erwachsenenwelt“ (Rolle der Claire Sawyer), enthält.

## Drehorte
Die Serie spielt in der fiktiven James K. Polk Middle School in Kalifornien.
Das Außengelände der Schule wurde an der La Mesa Junior High in Santa Clarita, Kalifornien gedreht. Die Schule ist nach dem elften Präsidenten der Vereinigten Staaten, James K. Polk, benannt. Die Schulfarben sind gold und grün und das Maskottchen ist ein Wolf.
Während der ersten Staffel spielt die Serie fast ausschließlich innerhalb des Schulgebäudes. Während der zweiten Staffel entschieden die Serienproduzenten mehr Außenszenen einzubringen.

## Format
Jede Folge der Serie ist ca. 22 Minuten lang und besteht aus jeweils zwei Teilen, die sich mit unterschiedlichen Problemen des Schulalltags, in vielen Folgen der zweiten und dritten Staffel auch mit allgemeinen Problemen des Teenagerdaseins, beschäftigen. Teilweise bauen die zwei Teile einer Folge aufeinander auf bzw. beziehen sich direkt aufeinander.

### Abschlussfilm
Als Serienfinale wurde ein 50-minütiger Abschlussfilm bzw. Doppelepisode mit dem Titel „Ausflüge, Erlaubnisscheine, Zeichen und Wiesel“ produziert. Die Episode wurde am 8. Juni 2007 in den USA erstausgestrahlt, im deutschsprachigen Raum hingegen erst am 1. November 2008 auf Nick.

## Figuren

### Hauptpersonen
- Ned Bigby ist clever, witzig und versucht, mit viel Charme und Ironie durch seinen verrückten Schulalltag zu kommen. Dort ist er der Meister und allseits bekannte Lieferant unschlagbarer Tipps. Seine besten Freunde sind Moze und Cookie, denen er, wenn es darauf ankommt, auch immer einen Rat geben kann. Er ist sehr lange in Suzie Crabgrass verliebt, mit der er später auch für kurze Zeit zusammenkommt. Da ihr Vater jedoch eine neue Arbeitsstelle annimmt, muss sie im Lauf der Serie umziehen. Am Ende der Serie kommen Ned und Moze zusammen.

55 Folgen (2004–2007)
- Jennifer-Ann „Moze“ Mosely ist seit der Vorschulzeit Neds und Cookies beste Freundin. Sie ist ständig auf der Suche nach einer besten Freundin, der sie alles anvertrauen kann, was man Jungs einfach nicht erzählen kann. Diese findet sie dann auch später in Suzie Crabgrass. Außerdem ist sie außerordentlich begabt im Werkunterricht und sportlichen Aktivitäten. Sie ist Kapitän der Mädchen-Volleyballmannschaft. Mit der Zeit merken sie und Ned immer mehr, dass sie etwas mehr als Freundschaft füreinander empfinden. Trotzdem ist sie zuerst mit Seth und dann mit Faymen zusammen. Erst am Ende der Serie kommt sie mit Ned zusammen.

55 Folgen (2004–2007)
- Simon „Cookie“ Nelson-Cook ist Neds und Mozes bester Freund und ein totaler Technikfreak. Er ist ein bisschen verrückt, doch niemand kennt sich mit Computern so gut aus wie er. Oft hilft er mit seiner Technik Moze und Ned aus der Patsche. Viele halten ihn für einen Cyborg. Außerdem trägt er eine Brille, mit der er sich unter Zuhilfenahme eines Mikrochips in den Schulcomputer hacken kann. Sein großer Schwarm ist bis Ende der zweiten Staffel „Vanessa“ aus der oberen Klassenschicht, die er im Mathekurs der 8. Klasse kennenlernte. Nachdem sie ihn verlassen hat, schwärmt er ab der 3. Staffel Lisa Zemo hinterher. In der 1. und 2. Staffel mochte er sie nicht, doch als sie einen neuen Look hat, verliebt sich Cookie in sie. Cookies nicht so gerne gesehene Mitschülerin ist Evelyn Kwong, die heimlich in ihn verliebt ist, was sie aber durch Wettstreite mit ihm zu vertuschen versucht. Letztlich haben Lisa und Cookie ein Date und kommen dann auch zusammen.

55 Folgen (2004–2007)

### Lehrer und Angestellte
- Gordon „Gordy“ G. Rockefeller III. ist der verrückte Hausmeister der James-K.-Polk-Schule und ein guter Freund von Ned, Cookie und Moze. Er hilft den dreien oft, ist aber kein guter Hausmeister, denn er lässt fast die gesamte Arbeit von der „Nachtschicht“ erledigen. Diese existiert jedoch gar nicht, und so bleibt die Arbeit unerledigt. Vielmehr geht es ihm bei seiner Arbeit um das Wohl der Kinder. Er ist ständig auf der Jagd nach dem „Polk-Wiesel“, das sich einfach nicht fangen lassen will, und ruiniert dabei so gut wie immer die Schuleinrichtung.

44 Folgen (2004–2007)
- Mr. Jeremy Monroe unterrichtet Alltagswissenschaften. Er hilft Ned auch schon mal bei dem ein oder anderen Vorhaben, ist jedoch meist von einem gewissen Spleen umgeben und wirkt manchmal leicht dümmlich. Er ist dennoch sehr intelligent und überrascht die Klasse vor allem, als er seine sportliche Seite zu Schau bringt. Des Weiteren ist er auch der Leiter des „Nähclubs“ und des „Basketballclubs“ der James-K.-Polk-Schule.

17 Folgen (2004–2007)
- Konrektor Crubbs ist der stellvertretende Direktor der Schule. Die Schüler haben ein wenig Angst vor ihm, da er fast immer und überall präsent zu sein scheint. Er überwacht die Schüler und Lehrer, was er ihnen auch in vielen Folgen zu verstehen gibt. Er scheint eine bösartige Persönlichkeit zu sein, doch er kann auch nett sein und hilfreiche Ratschläge vergeben. Er trägt eine Sonnenbrille und nimmt diese oft ab und setzt sie kurz danach wieder auf, trägt einen Anzug und gibt in einer Folge zu, dass es sein Traum war, ein Detektivbüro in Miami zu eröffnen. Vor seinem Job als Konrektor war er ein Polizist in Miami.

- Mr. Timothy Sweeney unterrichtet Biologie, Physik und Chemie. Er ist etwas verrückt und oft gemein zu den Kindern; außerdem neigt er zur Schadenfreude. Allerdings kann er auch nett sein, was den Schülern aber noch mehr Angst macht als seine Bosheit. Er selbst behauptet immer, dass er „nur den Stoff an die Schüler bringen wolle“, reagiert jedoch verärgert, wenn eine seiner vielen Arbeiten einmal gut ausfällt. In der letzten Episode der dritten Staffel sagt er zu Ned, er wäre zwar einer seiner schlechtesten, aber auch einer seiner Lieblingsschüler.

41 Folgen (2004–2007)
- Dr./Direktor Alistair Wright unterrichtet Sozialkunde und Geschichte. Er ist eigentlich ein guter Lehrer und ziemlich beliebt, aber er will immer vor den Schülern als cool dastehen, dabei besteht seine eigene „Coolness“ darin, dass er Freude daran hat, den Schülern etwas beizubringen und sie zu motivieren. Außerdem wurde er nach Mr. Pals Rücktritt Direktor der Schule.

23 Folgen (2004–2007)
- Mr. Dustin Chopsaw unterrichtet Werken. Moze versteht sich ausgezeichnet mit ihm. Häufig passieren ihm bei seiner Arbeit mehr oder weniger schlimme Unfälle, die er aber stets als „kleine Kratzer“ abtut. Seine AG erfreut sich besonders bei den älteren Schülern enormer Beliebtheit. Manchmal kommt es vor, dass ihn Schüler zu bestimmten Situationen um Rat fragen, diese Situationen vergleicht er dann häufig mit Holz.

16 Folgen (2004–2007)
- Joy Dirga ist die wichtigste Sportlehrerkraft an der James-K.-Polk-Schule. Außerdem ist sie die Trainerin der Volleyball-Mannschaft und findet Gefallen daran, Schüler zu quälen. Sie schaut nach der Schule gerne TV-Soaps.

23 Folgen (2006–2007)
- iTeacher ist eine Fernlehrerin und kommt in der dritten Staffel als neue Lehrkraft an die Schule. Sie kommuniziert mit Computern mit ihren Schülern und ist nie als ganze Person zu sehen. Sie ist deswegen Fernlehrerin, da sie Angst hat, dass ihre Schüler ihr etwas antun könnten. Sie unterrichtet Englisch und versteht sich, trotz anfänglicher Schwierigkeiten, sehr gut mit Moze.

### Mitschüler
- Susan „Suzie“ Crabgrass ist eines der schönsten Mädchen der Schule und gewinnt immer bei der Spirit-Woche. Sie und Moze werden in der zweiten Staffel beste Freundinnen. Zuerst ist Suzie mit Seth, dann mit Loomer und zuletzt mit Ned zusammen, doch später zieht sie in eine andere Stadt. Als sie wieder zurückzieht, sind Ned und Moze gerade dabei, sich ihre Liebe zu gestehen. In der letzten Folge kommen Ned und Moze zusammen, und ein bisschen betrübt kommt Suzie wieder mit Loomer zusammen. Mit Ned bleibt sie aber trotzdem gut befreundet.

- William „Billy (Bully)“ Loomer ist der größte Schläger der ganzen Schule. Er stiftet unglaublich viel Unsinn und böse Streiche, die immer auf Kosten anderer Schüler gehen. So oft er Ned anfleht, ein Date mit Moze zu arrangieren, so oft versetzt er ihm Kopfnüsse, weil es immer schiefgeht. Hinter Loomers harter Schale verbirgt sich jedoch ein recht weicher Kern, und anhand einiger schlauer Kommentare kann man bei ihm sogar auf einen intellektuellen Charakter schließen. Bittet man ihn um einen Gefallen, kann man sich hundertprozentig auf ihn verlassen, sofern man die entsprechende Gegenleistung bietet, denn Jobs nimmt er äußerst ernst. Während er mit Suzie zusammen ist, wird er von ihr regelrecht terrorisiert und muss seine kriminelle Karriere und seine Kumpels aufgeben. Auch in der Beziehung mit Suzie ist er noch immer in Moze verknallt.

- Jerry Crony ist mit Loomer und Buzz befreundet. Er hilft Loomer dabei, Ned und Cookie zu mobben und hat eine Vorliebe zum Nähen.

- Seth Powers ist ein leidenschaftlicher Basketballspieler, was man daran erkennt, dass er immer einen Basketball auf dem Zeigefinger balanciert beziehungsweise bei sich führt, und dass er stets seinen grünen Trainingsanzug trägt. Sein größtes Geheimnis ist seine Lese-Rechtschreib-Schwäche. Außerdem ist er sehr vom Reimen fasziniert und nicht sonderlich intelligent. Zuerst ist er mit Suzie Crabgrass und danach mit Moze zusammen. Später werden er und Evelyn Kwong ein Paar.

- Faymen Phorchin ist ein neuer brasilianischer Schüler der James K. Polk Schule. In der Folge Peinlichkeiten versucht Moze, sich mit Faymen anzufreunden. In der vorletzten Folge trennen sich Moze und Faymen, weil er zurück nach Brasilien geht, da der Fußballtrainer Faymen in seinem Nationalteam wollte.

- Kokosnusskopf ist ein netter, schüchterner Freund von Ned, Moze und Cookie. Sein Spitzname rührt daher, dass seine Mutter ihm die Haare in die Form einer Kokosnuss geschnitten hat. Er wird ständig von Loomer und seinen Freunden geärgert. Auch ist meistens er es, der unglücklicherweise im Weg steht, wenn irgendetwas schiefläuft oder zu Bruch geht. Er ist ein begnadeter Sänger, schämt sich aber dafür. Er steht auf die Horrorgang, von der er immer verprügelt wird.

- Lisa Zemo ist eine Freundin von Ned, Moze und Cookie und gegen so ziemlich alles allergisch. Sie ist auch Schatzmeisterin der Schule. In den ersten zwei Staffeln ist sie eher unscheinbar, aber in der dritten Staffel ändert sich ihr Aussehen und sie mausert sich vom kleinen Mauerblümchen zum Jungenschwarm. Bei Projektarbeiten wird sie stets sofort von einer wilden Horde umringt, die mit ihr zusammenarbeiten will. In der letzten Episode haben sie und Cookie ein Date, wodurch sie dann auch glücklich zusammenkommen.

- Der Rucksackjunge ist ein Schüler, der mit Ned befreundet ist. Er trägt immer einen riesigen, schwarzen Rucksack auf dem Rücken. Er besitzt einen geheimen Raum hinter zwei übereinanderliegenden Schließfächern, indem alle möglichen Arten von Schulranzen aufbewahrt sind, und stellt diese gerne für seine Mitschüler zur Verfügung. Außerdem schwärmt er sehr für Claire Sawyer. Über ihn herrscht das Gerücht, dass er ein Superheld ist. Für Ned tut er, wenn es sein muss, alles, was er kann.

- Claire Sawyer ist eine Schülerin, die Moze, Ned und Cookie schon seit dem Kindergarten kennt. Sie bezeichnet sich selbst immer als „zukünftige Anwältin“. Des Weiteren ist sie sehr qualifiziert und wird zu Rate gezogen, wenn es um Verträge und Vereinbarungen geht. Gelegentlich fungiert sie auch als Nachrichtenüberbringerin.

- Martin Qwerly ist stellvertretender Schülerpräsident und mit Ned, Moze, Kokosnusskopf, Lisa und Cookie befreundet. Martin redet ununterbrochen, weshalb die anderen sich selber oft durch Pappfiguren ersetzen, die freundlich lächeln, und Martins ständigem Gerede geduldig zuhören. In der Folge Nachhilfe erfährt man, dass er eine Schwester hat. Mit seiner zweiten, geheimen Identität „Le Fälscher“ sorgt er gegen eine Packung Kokosnussmakronen dafür, dass seine Mitschüler gefälschte Entschuldigungen bekommen.

- Missy Meany ist eines der beliebtesten Mädchen an der James K. Polk Middle School. Sie ist sehr überheblich, rechthaberisch, eitel und entspricht dem Girly-Klischee. Obwohl sie sich Ned und seinen Freunden gegenüber regelmäßig abweisend verhält, verliebt sie sich in der dritten Staffel in Ned und versucht, ihn für sich zu gewinnen. Ihre Interesse an Ned wird jedoch bereits in einer früheren Episode (Überlebenstipps für Mutproben) angedeutet, als sich Ned im Rahmen einer Mutprobe um eine Verabredung mit ihr bemüht, welche daraufhin ohne zu zögern und sichtlich erfreut zusagt.

### Nebensächliche Charaktere
- Das Polk-Wiesel ist ein kleines Wiesel (oder Frettchen), das oft vom Hausmeister der James-K.-Polk Schule, Gordy, gejagt wird. Gordy bezeichnet das Wiesel als „gefährlich“ und „böse“, doch im Laufe der Zeit erkennt Cookie die gute Seite des Wiesels. Das Wiesel wird oft nur angetroffen während Gordy es jagt. Seit Ende der 2. Staffel erscheint es jedoch nur noch selten. Im Abschlussfilm erfährt man, dass es sich bei dem Wiesel um ein Weibchen handelt, da es Babys bekommt.

- Abraham Lincoln und Benedict Arnold sind häufig auftretende Figuren in der Serie und stellen Neds Gewissen dar. Dabei repräsentiert Lincoln (der „Ehrliche Abe“) das Gute und Arnold (der „Verräter Amerikas“) das Böse.

### Gastauftritte
- Van Earl Wright und Willie Gault tauchen stets einfach aus dem Nichts auf. Beide sind vor allem in den USA bekannte Sportkommentatoren. Bei Wettbewerben, sportlichen Ereignissen, Prügeleien und Ähnlichem haben sie ihren Auftritt und stellen so einen der Running Gags der Serie dar.

- Mat Hoffman ist ein Freund von Mr. Monroe und gibt Cookie und Loomer in der Folge „Mutproben“ wertvolle Tipps zum Thema Mutproben und Stunts, zudem fährt Cookie in der Folge „Krankheitstage“ mit ihm BMX.

- Carmelo Anthony erscheint Ned in der Folge „Fundsachen“ mehrmals als eine Traumgestalt.

- Art Alexakis, Sänger der Rock-Band Everclear, taucht in der Folge Musikunterricht als ein Musiklehrer auf. Er gibt Ned den Ratschlag, erst die Grundlagen der Musik zu erlernen, bevor er ein Rock-Star werden will.

- Corbin Bleu spielt in der Folge Theater  Spencer und will Ned Suzie wegnehmen, aber Ned will das unbedingt verhindern und zerstört das ganze Stück.

## Besetzung
Die Elektrofilm Postproduction Facilities in Berlin vertonte die Serie nach Dialogbüchern und unter der Dialogregie von Frank Schröder.
| Rolle                      | Schauspieler         | Deutscher Synchronsprecher |
| -------------------------- | -------------------- | -------------------------- |
| Ned Bigby                  | Devon Werkheiser     | Lucas Mertens              |
| Jennifer Ann „Moze“ Mosely | Lindsey Shaw         | Jill Schulz                |
| Simon „Cookie“ Nelson-Cook | Daniel Curtis Lee    | Fabian Hollwitz            |
| Gordy                      | Daran Norris         | Frank Schröder             |
| Mr. Monroe                 | Jim J. Bullock       | Thomas Nero Wolff          |
| Mr. Sweeney                | Don Creech           | Frank-Otto Schenk          |
| Mr./Direktor Wright        | Meshach Taylor       | Helmut Gauß                |
| Mr. Chopsaw                | Dave Florek          | Jan Spitzer                |
| Mr. Kwest                  | Dave Allen           | Stefan Gossler             |
| Mr. Lowe                   | Fred Stoller         | Gerald Schaale             |
| Mr. Gross / Mr. Combover   | Steve Bannos         | Andreas Müller             |
| Trainerin Dirga            | Kim Sava             | Arianne Borbach            |
| Dr. Xavier                 | Lusia Strus          | Heidrun Bartholomäus       |
| iTeacher                   | Mo Collins           | Sabine Arnhold             |
| Konrektor Crubbs           | Hamilton Mitchell    | Stefan Fredrich            |
| Direktor Pal               | John Bliss           | Gerd Holtenau              |
| Mrs. Hunsucker             | Mary Bogue           | Joseline Gassen            |
| Rose, die „Lunch-Lady“     | Loni Love            | Martina Treger             |
| Billy Loomer               | Kyle Swann           | Tobias Müller              |
| Suzie Crabgrass            | Christian Serratos   | Shalin-Tanita Rogall       |
| Lisa Zemo                  | Rachel Sibner        | Charlotte Mertens          |
| Kokosnusskopf              | Rob Pinkston         | Sami El-Sabkhawi           |
| Claire Sawyer              | Brooke Marie Bridges | Theresa Mertens            |
| Seth Powers                | Alex Black           | Nicolás Artajo             |
| Albert Wormenheimer        | Stephen Markarian    | Dirk Petrick               |
| Martin Qwerly              | Tylor Chase          | Maximilian Artajo          |
| Evelyn Kwong               | Michelle Kim         | Luise Helm                 |
| Vanessa                    | Logan Browning       | Kalpna Joshi               |
| Faymen Phorchin            | Vinicius Machado     | Nico Mamone                |
| Jerry Crony                | Teo Olivares         | Jesco Wirthgen             |
| Der Rucksackjunge          | Kendre Berry         | Guillaume Mormon           |
| Palmer Noid                | Cameron Monaghan     | Frithjof Gerentz           |
| Missy Meany                | Carlie Casey         | Anne Helm                  |
| Scoop                      | Vincent Martella     | Karl Alexander Seidel      |
| Nigel                      | Blaine Miller        | Hannes Maurer              |
| Doris Trembley             | Jennifer Hyatt       | Anna Predleus              |
| Spencer                    | Corbin Bleu          | Konrad Bösherz             |
| Timmy „Tut-Tut“ Thompson   | Kelii Miyata         | Benjamin Einert            |
| Morris Adams               | Lil’ JJ              | Till Völger                |
| Lance Wigget               | Adam Cagley          | Sebastian Schulz           |
| Stu                        | Landon Taylor        | Jannick Beeck              |
| Zippy Brewster             | Austin Butler        |                            |
| Todd Rideg                 | Nathan Norman        | Johannes Walenta           |
| Jock Goldman               | Ben Hogestyn         | Ricardo Richter            |
| Buzz Rodriguez             | Jamel Common         |                            |
| Sportkommentator #1        | Van Earl Wright      | Thomas Petruo              |
| Sportkommentator #2        | Wille Gault          | Olaf Reichmann             |